# Lo Casterar Leitorés
Lo Casterar Leitorés (en francès Castéra-Lectourois) és un municipi francès situat al departament del Gers i a la regió d'Occitània.

## Demografia
| 1962                                       | 1968 | 1975 | 1982 | 1990 | 1999 | 2006 |
| ------------------------------------------ | ---- | ---- | ---- | ---- | ---- | ---- |
| 382                                        | 307  | 245  | 223  | 241  | 296  | 298  |
| Des de 1962: població sense dobles comptes |      |      |      |      |      |      |

## Administració
| Període | Identitat   | Partit        |
| ------- | ----------- | ------------- |
| 2001-   | Guy Verdier | Divers gauche |